# Kéné Ndoye
Kéné Ndoye, född 20 november 1978, död 13 februari 2023, var en senegalesisk friidrottare som tävlade främst i längdhopp och tresteg.
Ndoye tillhörde Afrikas främsta längdhoppare och trestegshoppare under början av 2000-talet med medaljer från tre afrikanska mästerskap. 
Vid globala mästerskap var hon inte lika framgångsrik. Hennes främsta merit är bronset i tresteg från inomhus-VM 2003 med ett hopp på 14,72. Hon var även i final vid Olympiska sommarspelen 2004 där hon slutade på fjortonde plats i tresteg. Hon slutade på sjätte plats vid VM i Helsingfors 2005 och tia vid VM 2003 i Paris.

## Personliga rekord
- 100 meter häck - 13,79
- Längdhopp - 6,64 meter
- Tresteg - 15,00 meter